# Čermákův vrch
Der Čermákův vrch ist ein 532 m hoher Hügel im Wlaschimer Hügelland in Tschechien. 
Er liegt sechs Kilometer südöstlich der Stadt Planá nad Lužnicí und ist der Hausberg des Dorfes Krátošice, das sich unmittelbar östlich an seine Kuppe anschließt. Nördlich liegt Chabrovice und westlich Košice. Südlich befindet sich Brandlín mit dem Schloss Brandlín.
Im Jahre 2001 wurde auf dem Čermákův vrch durch die Gemeinde Krátošice ein 20 m hoher eiserner Aussichtsturm errichtet, der auch Telekommunikationszwecken dient. Der am 5. Mai 2001 eröffnete Turm hat zwei Aussichtsplattformen. Die überdachte befindet sich in 18 m Höhe und darüber liegt noch eine offene.
Vom Turm besteht eine Aussicht zum 689 m hohen Choustník mit der Ruine der Burg Choustník sowie bis nach Chýnov, Radenín, Planá nad Lužnicí und Tábor. Bei Fernsicht sind auch die Berge des Gratzener Berglandes und des Böhmerwaldes zu erkennen.